# 烏克蘭希臘禮天主教基輔總教區
烏克蘭希臘禮天主教基輔總教區 （拉丁語：Archieparchia Kioviensis）是烏克蘭一個東儀天主教總教區（烏克蘭希臘禮）。
教座包括烏克蘭中北部五州，教座位於首都基輔。2009年有教友240,000人、五十一個堂區、四十三名司鐸。現任總主教為斯維亞托斯拉夫·舍夫丘克，也是烏克蘭希臘禮天主教會的大總主教（相等於宗主教）。
988年建立了隸屬君士坦丁堡牧首的基輔都主教區，大分裂後歸屬正教會。1596年12月15日部份東正教徒恢復了與羅馬教宗的共融關係，並於1620年成立了與正教教區平行的總主教區（1838年被撤銷）。1995年11月25日恢復了基輔-維什戈羅德督教區，2004年12月6日恢復總教區。